# ايفرت دين
ايفرت دين (بالإنجليزية: Everett Dean) (و. 1898 – 1993 م) هو مدرب كرة سلة، ولاعب كرة سلة أمريكي، ولد في ليفونيا، مركز لعبه هو وسط، توفي في كالدويل، أيداهو، عن عمر يناهز 95 عاماً.

## روابط خارجية
- ايفرت دين على موقع قاعة المشاهير الجامعة الوطنية لكرة السلة (الإنجليزية)
- ايفرت دين على موقع كلية كرة السلة في سبورتس رفرنس.كوم (الإنجليزية)